# El Che Guevara
Pour plus de détails, voir Fiche technique et Distribution.
El Che Guevara (El "Che" Guevara) est un film italien réalisé par Paolo Heusch et sorti en 1968.
C'est le premier long métrage de fiction consacré à Che Guevara après sa mort survenue le 9 octobre 1967,.

## Synopsis
Le film retrace les dernières semaines du Che en Bolivie.

## Fiche technique
Sauf indication contraire, les informations mentionnées dans cette section peuvent être confirmées par la base de données cinématographiques IMDb,  présente dans la section « Liens externes ».
- Titre français : El Che Guevara[3] ou Les Insurgés[4]
- Titre original italien : El "Che" Guevara[5]
- Réalisation : Paolo Heusch
- Scénario : Adriano Bolzoni d'après son roman
- Photographie : Luciano Trasatti (it)
- Montage : Eugenio Alabiso
- Musique : Nico Fidenco
- Décors : Piero Filippone
- Costumes : Rosalba Menichelli
- Production : Enrico Vega, Corrado Ferlaino
- Société de production : Inducine
- Pays de production :  Italie
- Langue de tournage : italien
- Format : Couleur par Eastmancolor - Son mono - 35 mm
- Durée : 88 minutes[5]
- Genre : Biographie politique[3], film d'aventure[5]
- Dates de sortie :
  - Italie : novembre 1968
  - France : 16 juin 1969

## Distribution
- Francisco Rabal : Che Guevara
- John Ireland : Stuart, collaborateur de la CIA
- Giacomo Rossi Stuart (sous le nom de « Jack Stuart ») : Capitaine Pardos
- Susanna Martinková : Simona
- Renato Rossini (sous le nom de « Howard Ross ») : Pepe
- Andrea Checchi : Colonel Barrientos
- Guido Lollobrigida : Vicente
- José Torres : Ruiz
- Lex Monson : Acacio
- Piero Morgia : Willy
- Corinne Fontaine : Efisia
- Sergio Doria : Clemente
- Remo De Angelis : El Chino
- Bruno Boschetti : Lieutenant Simon
- Empedocle Buzzanca : Soto
- Romano Moschini : Docteur Sebastian
- Giancarlo Prete : Miranda
- Andrea Scotti : Ramirez
- Gianni Pulone : Le sergent
- Raffaele Sparanero : Lieutenant Arguedaz
- Vittorio Sanipoli : Major Agueroda

## Production
Le film a été tourné en Sardaigne ; en particulier certaines scènes ont été tournées à l'église Carmelo à Ittiri.